# Podbiel (Słowacja)
Podbiel (węg. Podbjel) – wieś i gmina (obec) w powiecie Twardoszyn, kraju żylińskim, w północnej Słowacji. Położona jest w historycznym regionie Orawa, na Pogórzu Orawskim w zakolu rzeki Orawy, w miejscu gdzie wpływa do niej Zimna Woda Orawska.

## Historia miejscowości
Pierwsza wzmianka o wsi wystąpiła w roku 1564, kiedy panami Orawy była rodzina Thurzonów. Początkowo nazwę wsi pisano na różne sposoby: Podbyly, Podbielie, Podbilia, Podbiela, Podbiel, Podbel. Nazwa, która ustaliła się ostatecznie w XVIII wieku, pochodzi od skały Biała (Biela), znajdującej się w pobliżu. Mieszkańcy miejscowości zajmowali się głównie rolnictwem, a część zbiorów sprzedawali na jarmarkach w Twardoszynie i Liptowskim Mikułaszu. Niektórzy spławiali drewno pobliską Orawą, inni dorabiali transportowaniem soli z Liptowskiego Gródka do magazynu w Twardoszynie. W 1786 zaczął funkcjonować browar, oprócz niego działał również młyn oraz 2 tartaki, należące do właścicieli ziemskich. Miejscowe tradycje górnicze i hutnicze sięgają końca XVII wieku, a w 1836 pojawiła się w Podbielu huta z wielkim piecem (ludowo zwana hamor lub Františkova huta ) do wytapiania żelaza; rudę dostarczały pobliskie kopalnie, ale wytapiane tutaj żelazo było słabej jakości. Huta od początku miała problemy finansowe i po zniesieniu poddaństwa ostatecznie zamknięto ją w 1863.
W 1831 wieś zdziesiątkowała epidemia cholery (zmarło 80 osób). W 1833 wybudowano pierwszą szkołę – była drewniana, a w środku znajdowały się dwie klasy i pokój nauczycielski. W 1885 w wyniku pożaru spłonęło 38 domów. Mieszkańcy, którym dokuczała bieda i ciężkie warunki klimatyczne, emigrowali zarówno w inne rejony Węgier, jak i za Ocean do Stanów Zjednoczonych.
W 1899 wieś została połączona linią kolejową z Orawskiego Podzamcza do Twardoszyna. W okresie międzywojennym pojawiła się komunikacja autobusowa – od 1933 do wsi kursował autokar w kierunku dworca w Zubercu. Mieszkańcy zaczęli także zarabiać na ruchu turystycznym, związanym z pasmem górskim Rohacze. W okresie niepodległej Republiki Słowackiej, w 1940, całość wsi została zelektryfikowana, choć prąd elektryczny pojawił się już wcześniej.

## Rezerwat architektury i inne zabytkowe obiekty
W 1977 część wsi (Bobrova) została uznana za rezerwat architektury ludowej – ocalała tutaj drewniana zabudowa charakterystyczna dla środkowej Orawy. Podbiel jest dwurzędową wsią ulicową, z trójkątnym placem wokół kościoła. Wzdłuż głównej drogi stoją drewniane chaty zrębowe, kryte gontem z rzeźbionymi gankami, najczęściej ustawione rzędem ku ulicy swoją węższą ścianą. W jednym rzędzie stoi ich kilka, często wraz z zabudowaniami gospodarczymi. Najbardziej interesująca jest tzw. Bobrova raľa – kompleks domów zbudowanych w jednej linii (18 to domy z dwoma mieszkaniami, 2 posiadają trzy mieszkania, a jedno jest czteromieszkaniowe). Budynki mają wspólne podwórza, umieszczone prawie w identycznych odległościach od siebie, otwarte od strony ulicy.
Drewniany dom w Podbielu jest charakterystyczny dla północnej części środkowej Słowacji, ale z pewnymi różnicami: typowy dom w tym rejonie składa się z głównej izby i tzw. pitwora – części podzielonej na kuchnię i tylne izby (komórki), natomiast w Podbielu połączone są wszystkie trzy pomieszczenia. Po jednej stronie od pitwora była główna izba z piecem, po drugiej komórka, która stała się tylną izbą. W jednej chałupie mieszkały zazwyczaj dwie rodziny, które miały osobne izby, a kuchnie był wspólne. Miejscowe domy pochodzą z II połowy XIX i początku XX wieku – na niektórych belkach stropowych zachowały się daty i nazwiska budowniczych.
Większość zabytkowych domów nie jest obecnie zamieszkana, ale w niektórych mogą przenocować turyści.
Innym ciekawym obiektem jest zrekonstruowany budynek dawnej szkółki kościelnej, w którym urządzono niewielkie muzeum etnograficzne. Od całkowitej ruiny uratowano również zabudowania huty z XIX wieku (częściowo pozostały ściany zewnętrzne, pozostałości wielkiego pieca i innych urządzeń typu kowadło, dmuchawy itp.), która służy współcześnie jako miejsce imprez muzycznych lub sylwestrowych. Położona jest na skraju wsi, 2 kilometry od centrum, przy Studziennym Potoku.

## Biała i Czerwona Skała
Biela skala to punkt widokowy o wysokości 750 m n.p.m., a w przeszłości ważny punkt obserwacyjny. Po raz pierwszy teren ten był zasiedlony w okresie kultury łużyckiej – prawdopodobnie istniała tam osada, będąca najbardziej wysuniętą na północ na terenie Słowacji. Podczas prac archeologicznych znaleziono tam groby urnowe i ceramikę grobową.
Czerwona Skała (Červená skala) to także punkt widokowy (wysokość 690 metrów n.p.m., 130 metrów nad wodami Orawy). Nazwa pochodzi od skał wapniowych czerwonego koloru. Znaleziono na niej skamieniałe odciski amonitów.

## Dialekt
Mieszkańcy wsi posługują się specyficznym dialektem dolnoorawskim, z elementami typowymi dla dialektów środkowosłowackich. Zwłaszcza charakterystyczna jest głoska "ä", natomiast wiele wyrazów używanych przez miejscową ludność jest rzadko spotykanych lub wręcz nie występują.

## Kultura
W miejscowości odbywają się festyny folkowej i country – „Tavba”. W Podbielu działa miejscowa grupa wokalna Senková oraz zespół ludowy braci Murinovców.

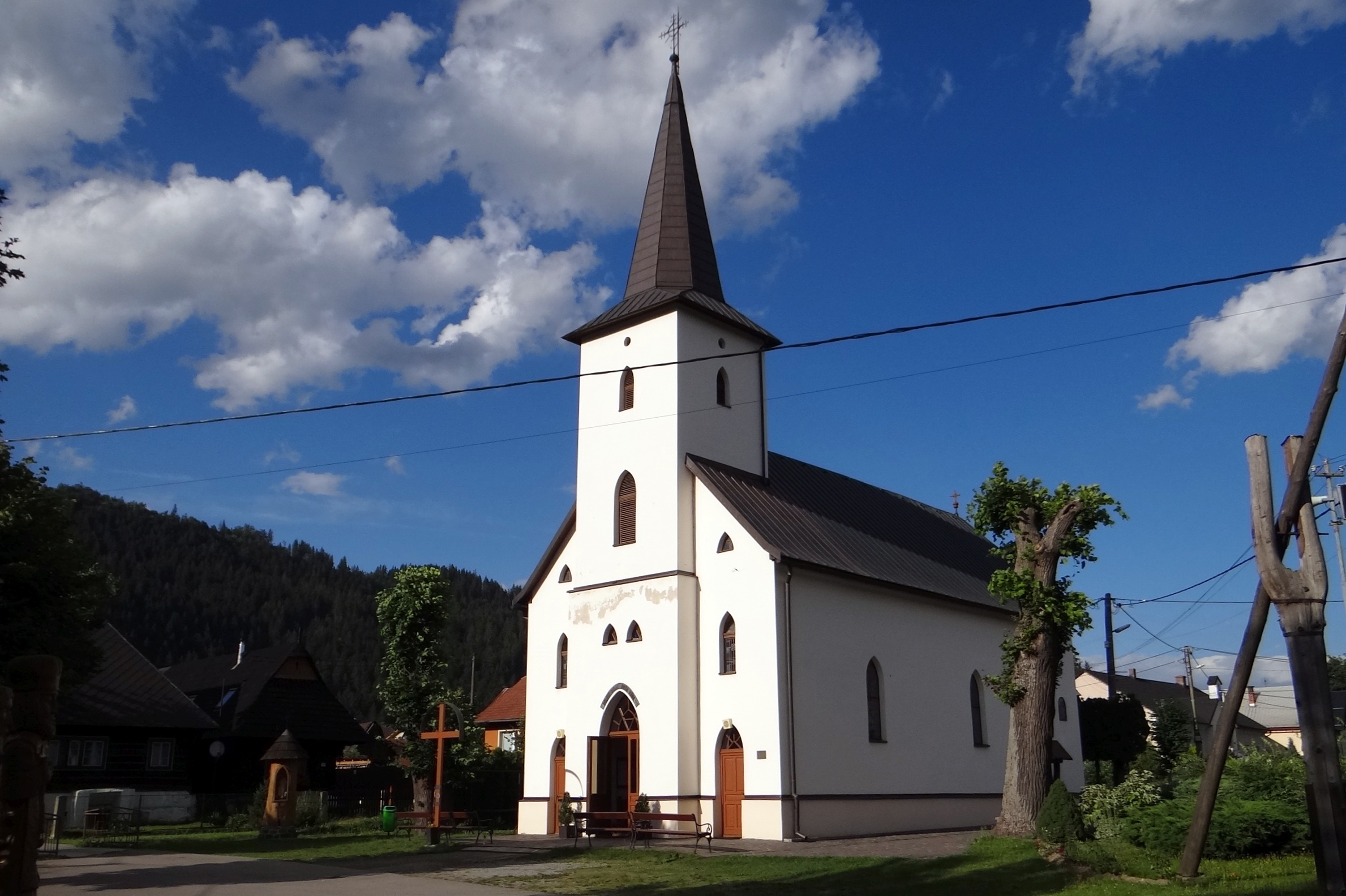
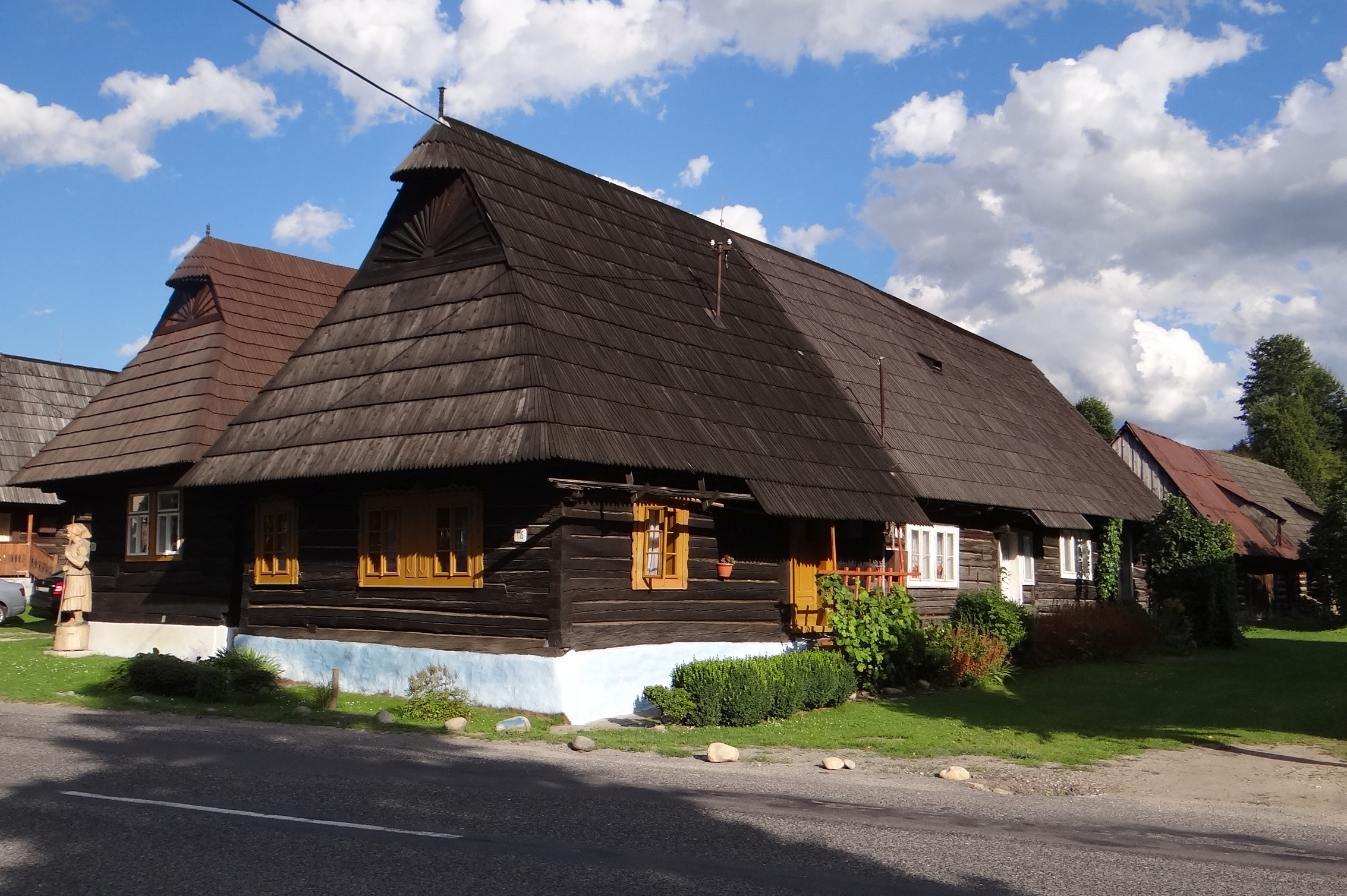
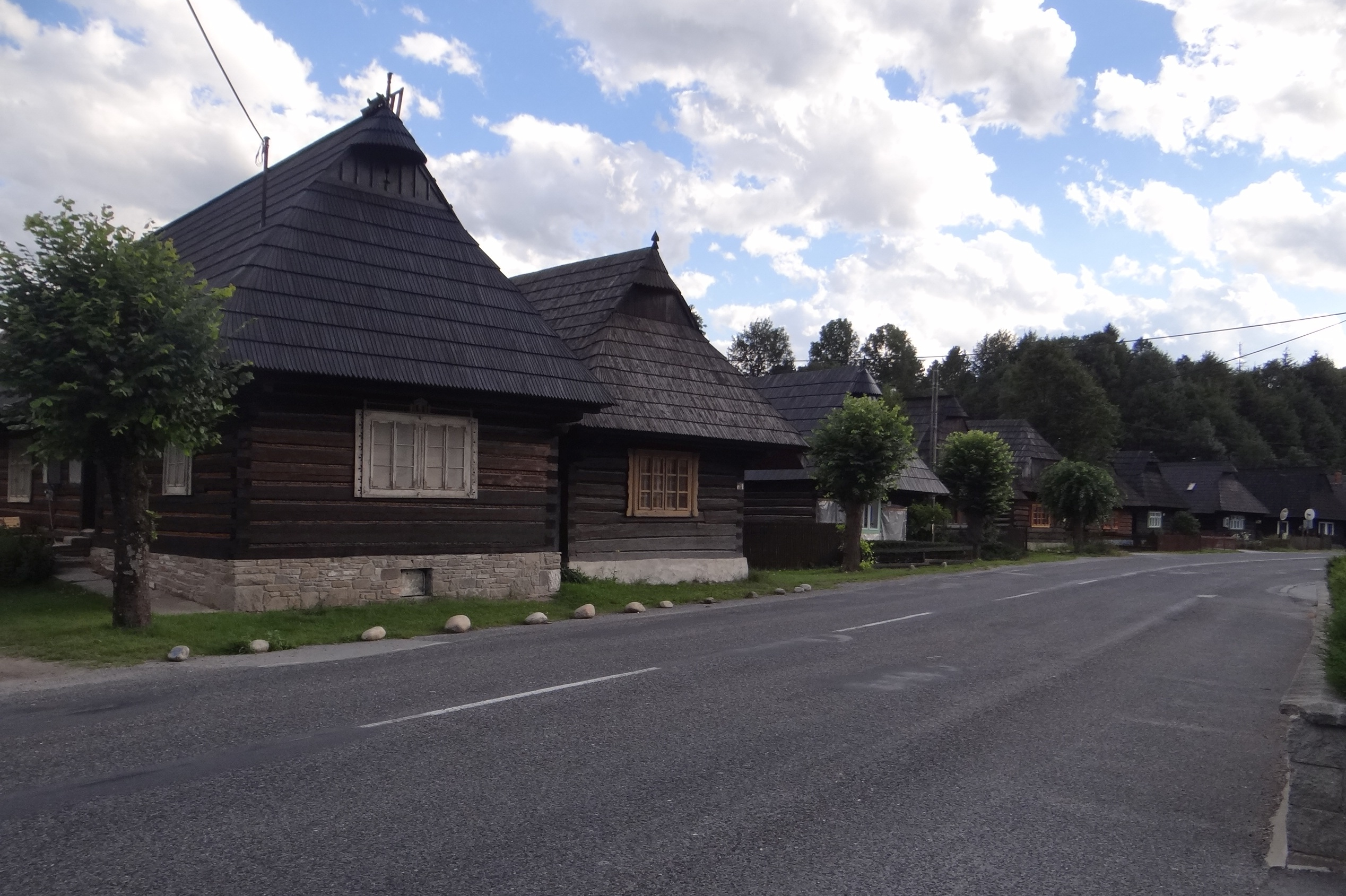
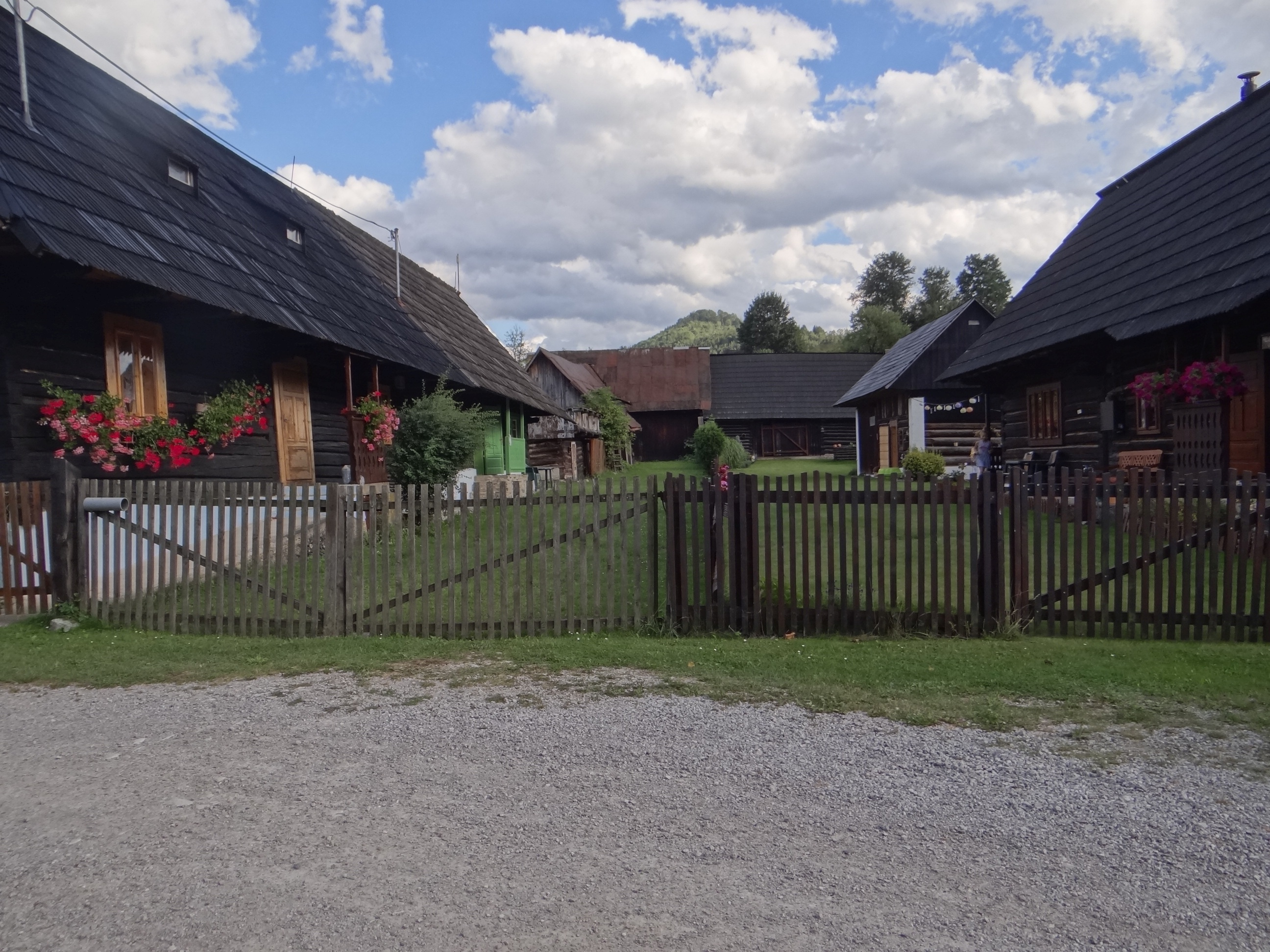
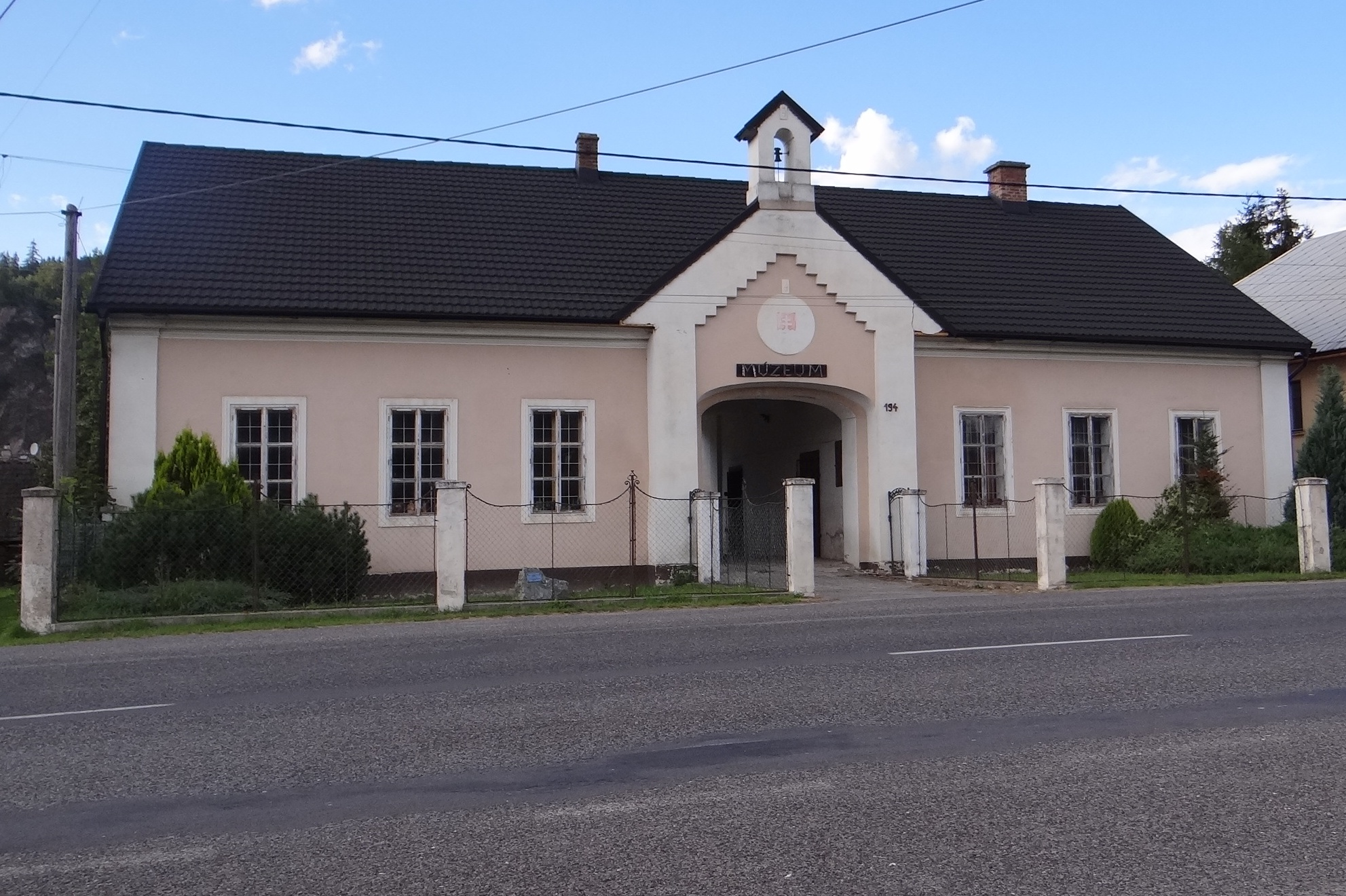
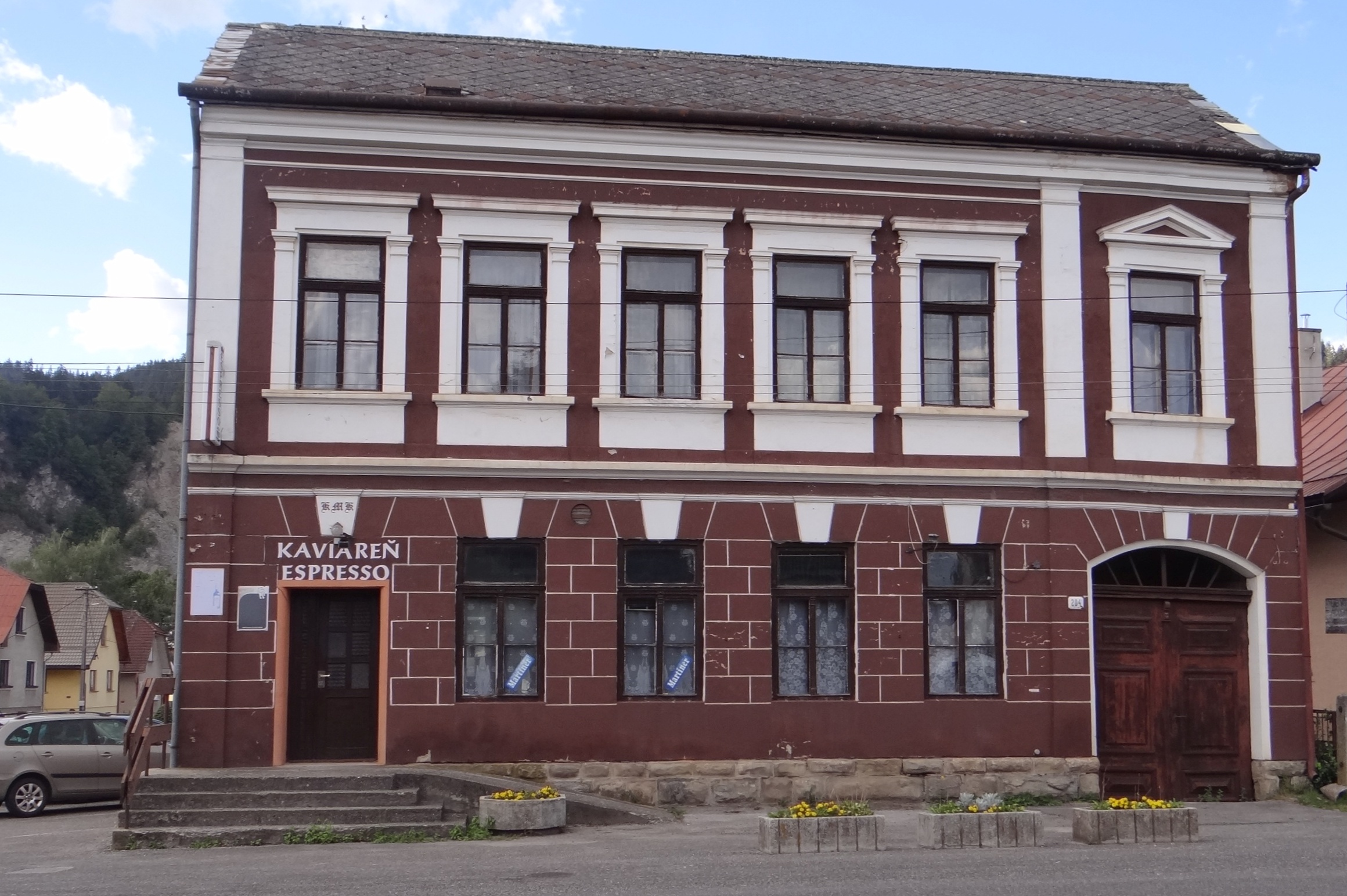
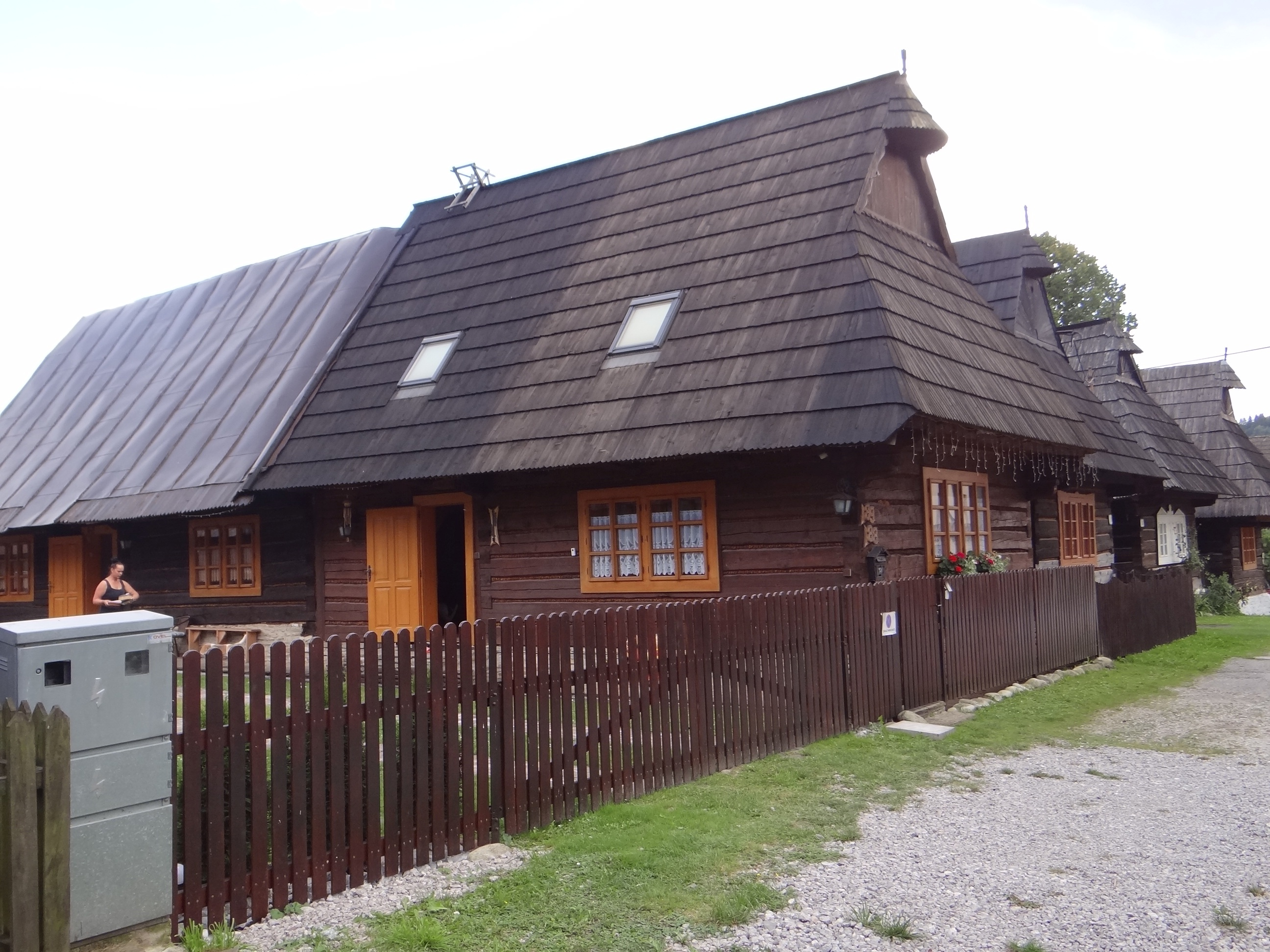
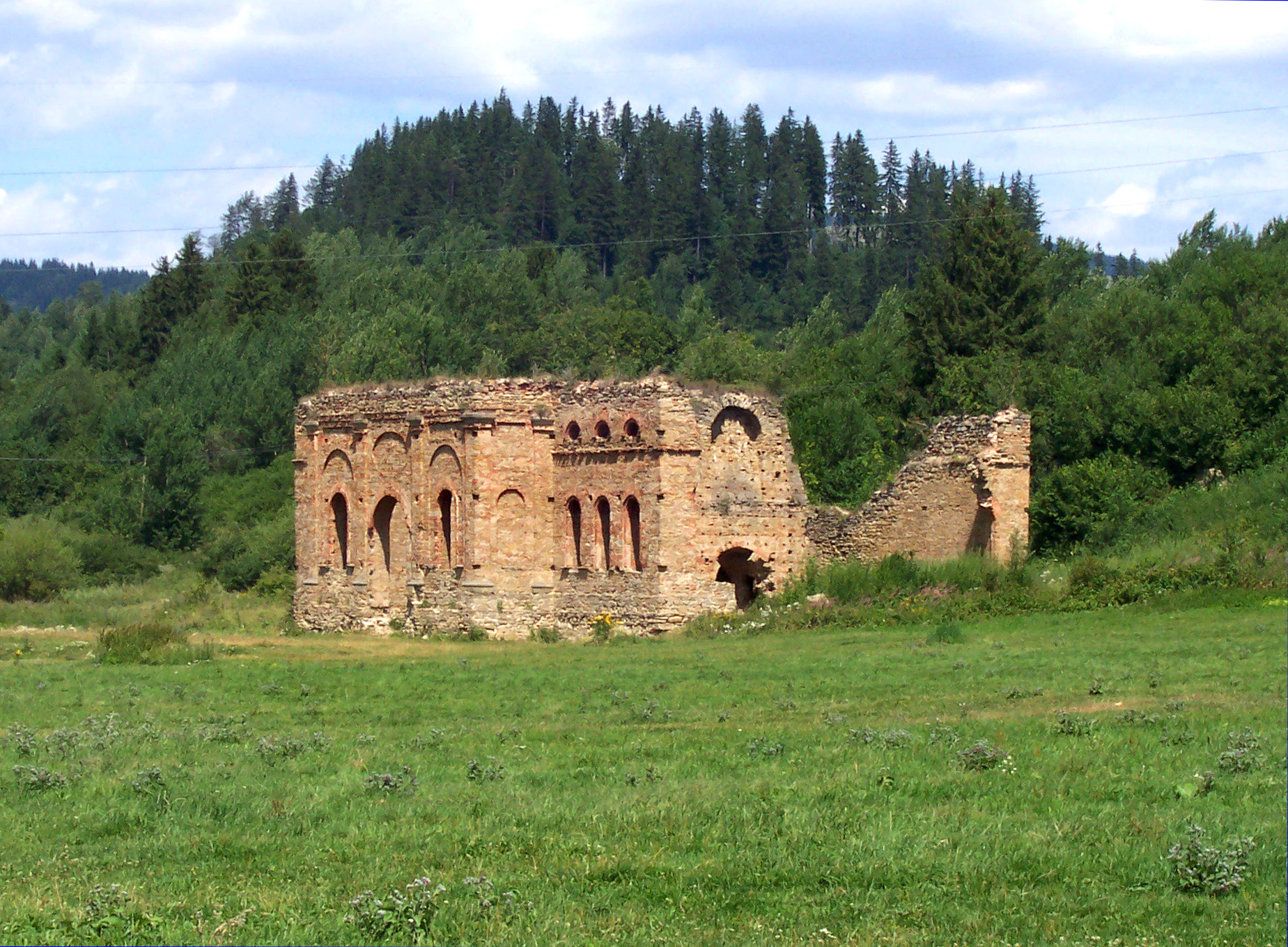